# Gut Wahlstorf
Gut Wahlstorf ist die älteste Gutsanlage in Schleswig-Holstein. Das Gut liegt in der Holsteinische Schweiz vor dem Panorama des Lanker Sees, zwischen Preetz und Plön in der Gemeinde Wahlstorf.

## Geschichte
1224 wurde Walestorp urkundlich das erste Mal erwähnt, 50 Jahre später der adelige Ritter Johannes de Walestorpe. Gefundene Pfahlreste im Lanker See deuten darauf hin, dass eine erste mittelalterliche Burg Lanke im See gestanden hat bzw. heute von ihm bedeckt wird. Im 15. Jh. wohnte Lüder von Rumohr auf Lanke. 1469 verkaufte er den Besitz Wahlstorf an Detlev von Thienen, der einem altholsteinischen Adelsgeschlecht (sog. Originarii) entstammte (Thienen-Adlerflycht). Die Burg Wahlstorf wurde von einer Ritterburg auf einer von zwei Schwentinearmen umflossenen Insel zu einem Herrenhaus und ständigen Wohnsitz um- und ausgebaut. In der ersten Hälfte des 16. Jh. entstand der spätmittelalterliche landwirtschaftliche Großbetrieb und der bis heute erhaltene Gutshof mit der Weizenscheune von 1584, die älteste in Schleswig-Holstein.
Nach über 300 Jahren im Besitz der Familie von Thienen, den Erbauern der Gutsanlage, ging das Gut Wahlstorf 1788 durch Heirat und anschließend im Erbgang an die Familie Scheel von Plessen. Hauptsitz der Familie von Plessen wurde das Gut Sierhagen, wodurch Wahlstorf einige Zeit unbewohnt blieb oder verpachtet wurde. Bis zur Übernahme durch Preußen 1867 war das Gut auch Patrimonialgericht. 1938 übernahm der Forschungsreisende, Ornithologe, Maler und Autor Victor von Plessen (1900–1980) das ihm 1928 vererbte Gut Wahlstorf. Er war ein Botschafter zwischen den Kulturen. Nach dem Studium der Ornithologie und Ausbildung zum Tierpräparator in Berlin, brach er 1924–1938 im Auftrag von Prof. Erwin Stresemann für das Zoologisches Museum Berlin (heute Museum für Naturkunde (Berlin)) zu umfangreichen Expeditionen in den Malaiischen Archipel auf. Dabei lernte er die malaiische Sprache, die Menschen und ihre Lebensbedingungen so gut kennen, dass er als Expeditionsleiter und Koproduzent mit dem jüdischen Regisseur Friedrich Dalsheim (1895–1936) die international erfolgreichen ethnographischen Dokumentarfilme mit Spielfilmhandlung Insel der Dämonen (1933) und Die Kopfjäger von Borneo (1936) realisierte, die zu Meilensteinen des ethnographischen Kinos zählen. Bis heute bezeugt im Herrenhaus Wahlstorf seine ethnographische Sammlung aus Indonesien sein vielseitiges Leben im engen kulturellen Austausch.

1997 überführte seine älteste Tochter Victoria von Plessen (1937–2020) die Gutsanlage inklusive des Inventars und der Sammlung indonesischer und chinesischer Kulturgüter in die Plessen-Stiftung Wahlstorf, deren Stiftungszweck wesentlich die Pflege und Erhaltung der denkmalgeschützten Gutshofanlage ist. Die Plessen-Stiftung Wahlstorf ist eine gemeinnützige Stiftung bürgerlichen Rechts. 

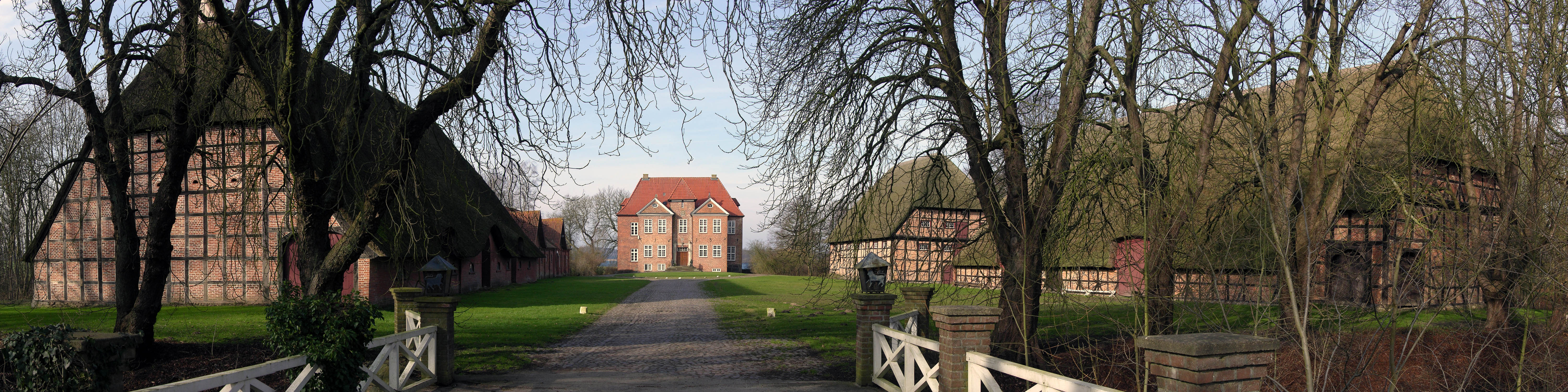
Gut Wahlstorf

## Lage
Das Herrenhaus und einige Wirtschaftsgebäude liegen auf einer Insel, die westlich von der Schwentine und östlich von einem von der Schwentine gespeisten Wassergraben umflossen wird. Zur Hofachse gehört noch eine mehrere hundert Meter lange Lindenallee vor der Insel, deren flankierende Wirtschaftsgebäude heute zum großen Teil nicht mehr existieren. Vor einigen Jahren wurden die mehrere hundert Jahre alten Linden gefällt und neu gepflanzt. Ob es ein Torhaus gab ist nicht belegt, wird aber vermutet. Von der Gartenseite des Herrenhauses blickt man über die hier vorbeifließende Schwentine und über den Südteil des Lanker Sees.

## Das Herrenhaus

### Der Ursprung: eine Wasserburg

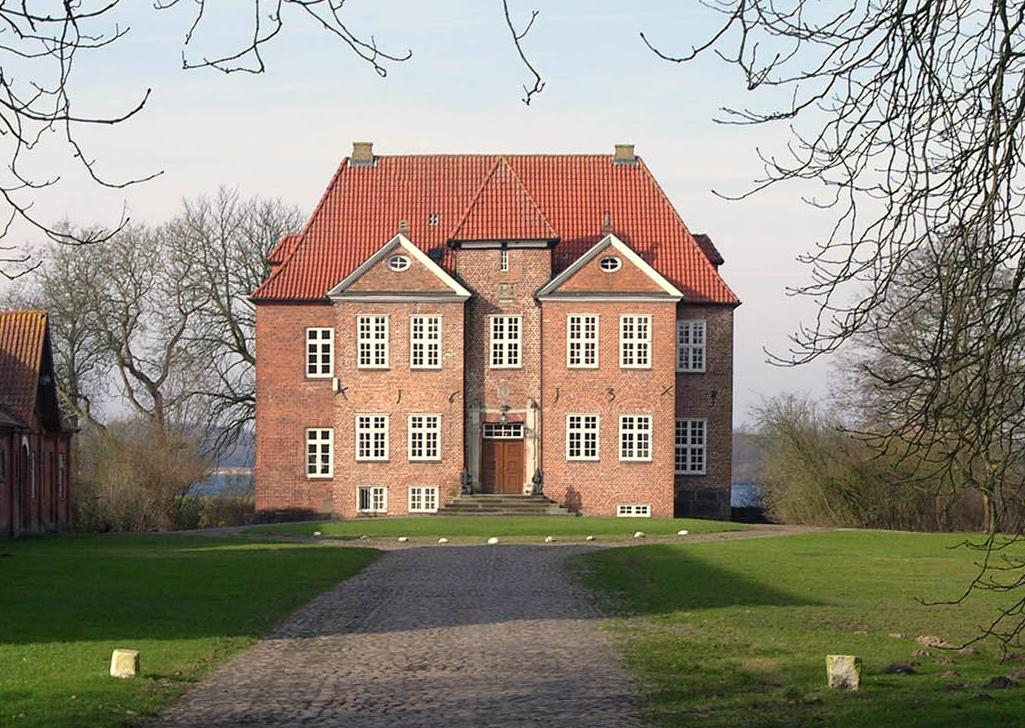
Die Hofansicht des Herrenhauses

Der Baukörper des heutigen Herrenhauses geht auf eine spätmittelalterliche Wasserburg zurück, die Detlev von Thienen († nach 1487) von Lüder von Rumohr († nach 1480) 1469 erwarb und neu errichtete. Es handelte sich um ein zweigeschossiges Backsteindoppelhaus mit zwei Satteldächern und Treppengiebeln.
Zur Hofseite gewandt befand sich ein Treppenturm, in dem in zwei Metern Höhe der einzige Eingang über eine Art Leiter oder Zugbrücke war. Ein Wassergraben umfloss das Gebäude unmittelbar. Die Räume im Erdgeschoss hatten nur kleine, hochgelegene Fenster. Insgesamt war das Haus darauf ausgelegt, Schutz gegen Angreifer zu bieten und von wenigen Menschen effektiv verteidigt zu werden.
Auf der Gartenseite befinden sich zwei heute noch vorhandene Abtrittpfeiler.

### Umbauten
Vermutlich im 16. Jahrhundert wurde zusammen mit den Wirtschaftsgebäuden und dem Torhaus der umschließende Wassergraben angelegt. Der Wassergraben direkt um das Herrenhaus war nunmehr unnötig und wurde unter Hans von Thienen 1613 zugeschüttet. In demselben Jahr wurde links neben dem Treppenturm ein Giebelvorbau angefügt, der einen ebenerdigen Zugang zum Gebäude ermöglichte; bis 1924 ein weiterer Giebelvorbau rechts des Treppenturmes angefügt wurde, war die Hofseite asymmetrisch.
Im Jahre 1704 wurden unter Wulf Hinrich von Thienen († 1708) die Treppengiebel und Satteldächer durch Walmdächer ersetzt, die Fenster auf die heutige Größe vergrößert und die Treppe verlegt, so dass der Eingang heute durch den ehemaligen Treppenturm erfolgt. Die Räume wurden im Stil des Barock ausgeschmückt, insbesondere erhielt die Halle ihre Stuckdecke.

## Die Wirtschaftsgebäude
Unter Claus von Thienen wurde angeblich 1581 das Torhaus erbaut, das im 19. Jahrhundert angeblich abgebrochen wurde. Im Jahre 1584 entstand die große Weizenscheune als Fachwerkbau mit reetgedecktem Krüppelwalmdach. Sie wurde 1695 verlängert und mit einer Schmuckseite mit Schnitzereien zum Süden versehen. Sie ist heute die älteste reetgedeckte Fachwerkscheune in Schleswig-Holstein mit einem eindrucksvollen massiven und ursprünglichen, fünfschiffigen Ständerbau. Weiterhin gibt es heute noch den Alten Kornspeicher und den Jungviehstall aus dem 18. Jahrhundert, sowie einen Pferdestall, der um 1840 anstelle von zwei kleineren reetgedeckten Gebäuden erbaut wurde. Außerhalb der Gutsinsel steht ein später erbauter Kuhstall und die alte Meierei. Andere Gebäude wie Schweinestall, Bullenstall, Hühnerstall und Remisen wurden wegen Baufälligkeit im vergangenen Jahrhundert abgebaut.

## Besitzer
Von 1469 an – dem Jahr, in dem Wahlstorf von Detlev von Thienen von Lüder von Rumohr gekauft worden war – blieb das Gut bis in das 18. Jahrhundert hinein in ununterbrochener Folge im Besitz der Familie von Thienen. 1736 heiratete dann die spätere Erbin von Wahlstorf, Elisabeth Christine von Thienen, den Königlich Dänischen Kammerherrn und späteren Königlichen Oberzeremonienmeister Mogens Scheel von Plessen, so dass Wahlstorf in den Besitz der Familie von Plessen bzw. der lehensgräflichen Linie Scheel von Plessen gelangte. Weil die Plessen das Gut Sierhagen zu ihrem Hauptsitz wählten, verwaiste Wahlstorf im 19. Jahrhundert und wurde erst wieder im 20. Jahrhundert ständig bewohnt. Heute ist die 1997 gegründete Plessen-Stiftung Wahlstorf die Eigentümerin.